# Fox Sports Radio

Logo

Fox Sports Radio (FSR) ist das Sport-Network des  US-amerikanischen Radionetzwerkes Premiere Networks. Premiere gehört dem Radio-Konzern iHeartMedia.
FOX Sports Radio Network wird in einer Kooperation von Premiere Networks mit FOX Sport produziert. FSR unterhält Studios in New York, Chicago, Philadelphia, Tampa, Phoenix, Nashville, Cincinnati und Las Vegas. Die Beiträge werden von mehr als 300 Affiliates übernommen.